# Мейсон Фінлі
Мейсон Фінлі (англ. Mason Finley, нар. 7 жовтня 1990, Канзас-Сіті, Міссурі, США) — американський легкоатлет, що спеціалізується на метанні диска та штовханні ядра. 

## Кар'єра
| Рік  | Чемпіонат        | Місце проведення         | Місце | Результат |
| ---- | ---------------- | ------------------------ | ----- | --------- |
| 2016 | Олімпійські ігри | Ріо-де-Жанейро, Бразилія | 11    | 62.05     |
| 2017 | Чемпіонат світу  | Лондон, Велика Британія  | 3     | 68.03     |